# Hermos (divinitat)
En la mitologia grega, Hermos (en grec antic: Ἕρμος, llatí: Hermus) era una divinitat fluvial, fill d'Oceà i Tetis i germà de les Oceànides. Era el déu del riu Hermos, que neix a la regió de Frígia i desemboca a la Jònia, a prop de Focea.